# Paul do Mar
Paul do Mar est une freguesia portugaise située dans la ville de Calheta, dans la région autonome de Madère.
Avec une superficie de 1,40 km2 et une population de 885 habitants (2001), la paroisse possède une densité de 632,1 hab/km2.